# Steinbeis Hochschule
Die Steinbeis Hochschule (kurz: SH; englisch Steinbeis University, bis 2022 Steinbeis-Hochschule Berlin) ist eine private, nach dem Hochschulgesetz des Landes Sachsen-Anhalt staatlich anerkannte Hochschule für Angewandte Wissenschaften.
Der akademische Bereich gliedert sich in die drei Fakultäten Technology and Engineering, Leadership and Management sowie Business and Economics und wird über Graduate Schools und Schools sichergestellt.

## Geschichte
Die Steinbeis Hochschule wurde 1998 im Berliner Ortsteil Adlershof gegründet. Die Hochschule ist durch das Bundesland Berlin staatlich anerkannt und firmiert in privater Trägerschaft der „Steinbeis-Hochschule Träger gGmbH“, einer 100%igen Tochter der Steinbeis-Stiftung.
Namensgeber ist Ferdinand von Steinbeis (1807–1893); Steinbeis ist auch Namensgeber für die Steinbeis-Stiftung und vieler Schulen und beruflicher Fortbildungsstätten, vor allem in Baden-Württemberg.
2018 hat sich die Hochschule eine Grundordnung gegeben mit den zentralen Hochschulorganen Präsidium, Akademischer Senat und Hochschulrat. Mit der staatlichen Anerkennung als Hochschule für Angewandte Wissenschaften durch das Land Sachsen-Anhalt wurde der Sitz der Hochschule 2022 von Berlin nach Magdeburg verlegt. In diesem Zug änderte die Hochschule ihren Namen von Steinbeis-Hochschule Berlin in Steinbeis Hochschule.

## Profil und Struktur

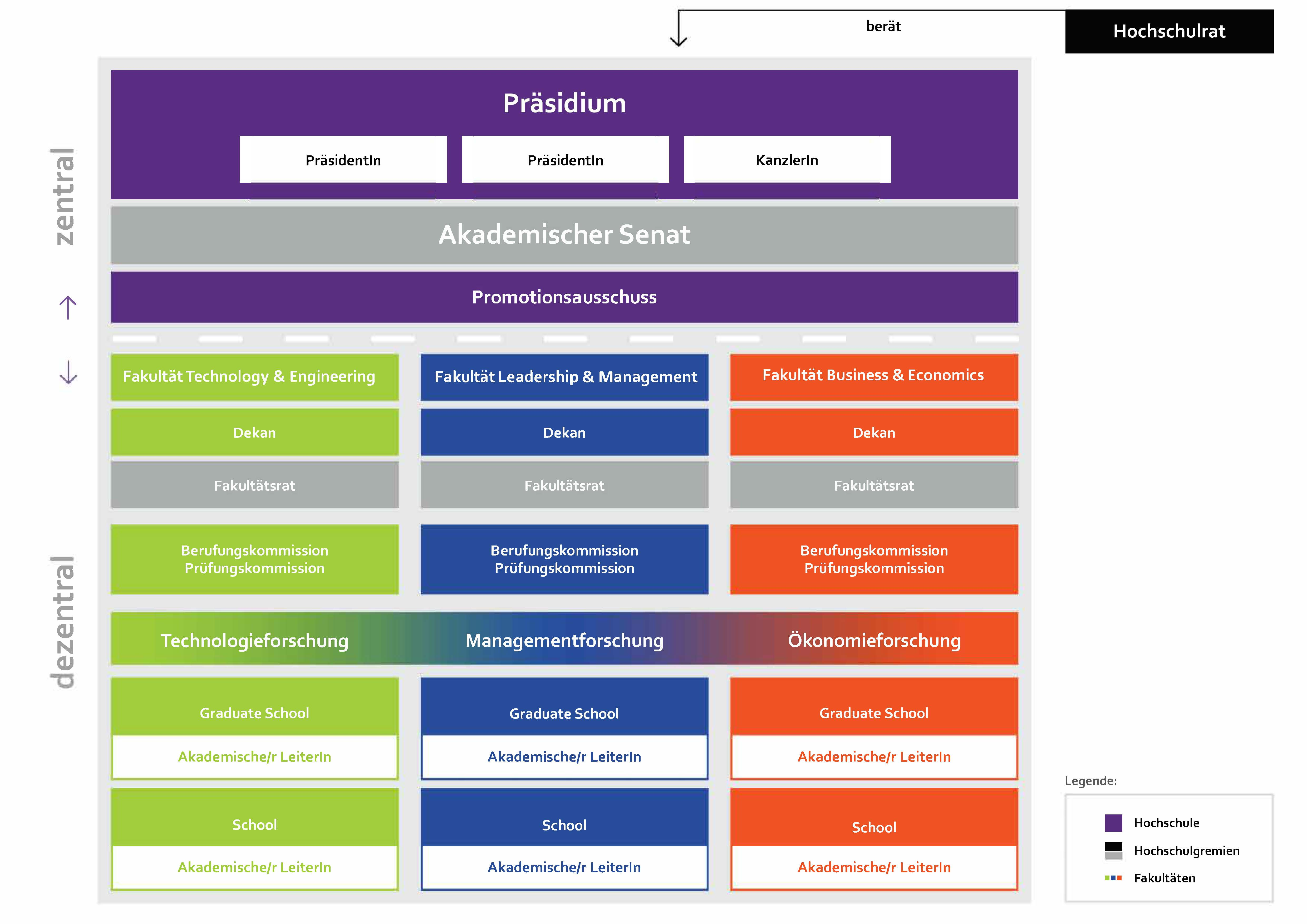
Steinbeis Hochschule Organigramm

Die Hochschule gliedert die akademische Aus- und Weiterbildung sowie Forschung in den drei Fakultäten
- Technology and Engineering
- Leadership and Management
- Business and Economics

Innerhalb der Fakultäten finden sich die Graduate Schools und Schools. Darüber hinaus gibt es eine Reihe von Hochschulinstituten, die von Professorinnen und Professoren der Hochschule verantwortet werden und mit den akademischen Schools assoziiert sind. Darüber hinaus gibt es im Steinbeis-Verbund zahlreiche Steinbeis-Unternehmen als Steinbeis-Transferzentren, -Beratungszentren, -Forschungs- und Innovationszentren, -Transfer-Institute und GmbHs.
Geleitet wird die Hochschule von einem Präsidium mit Jürgen Abendschein, Präsident für Bildung, sowie Giorgi Khubua, Präsident für Forschung.

## Studiengebühren
Die Studiengebühren der Steinbeis Hochschule betragen monatlich mehrere hundert Euro, sodass für ein komplettes 2- bis 3-jähriges Studium Kosten zwischen 14.900 und 29.900 Euro anfallen.

## Bekannte Absolventen

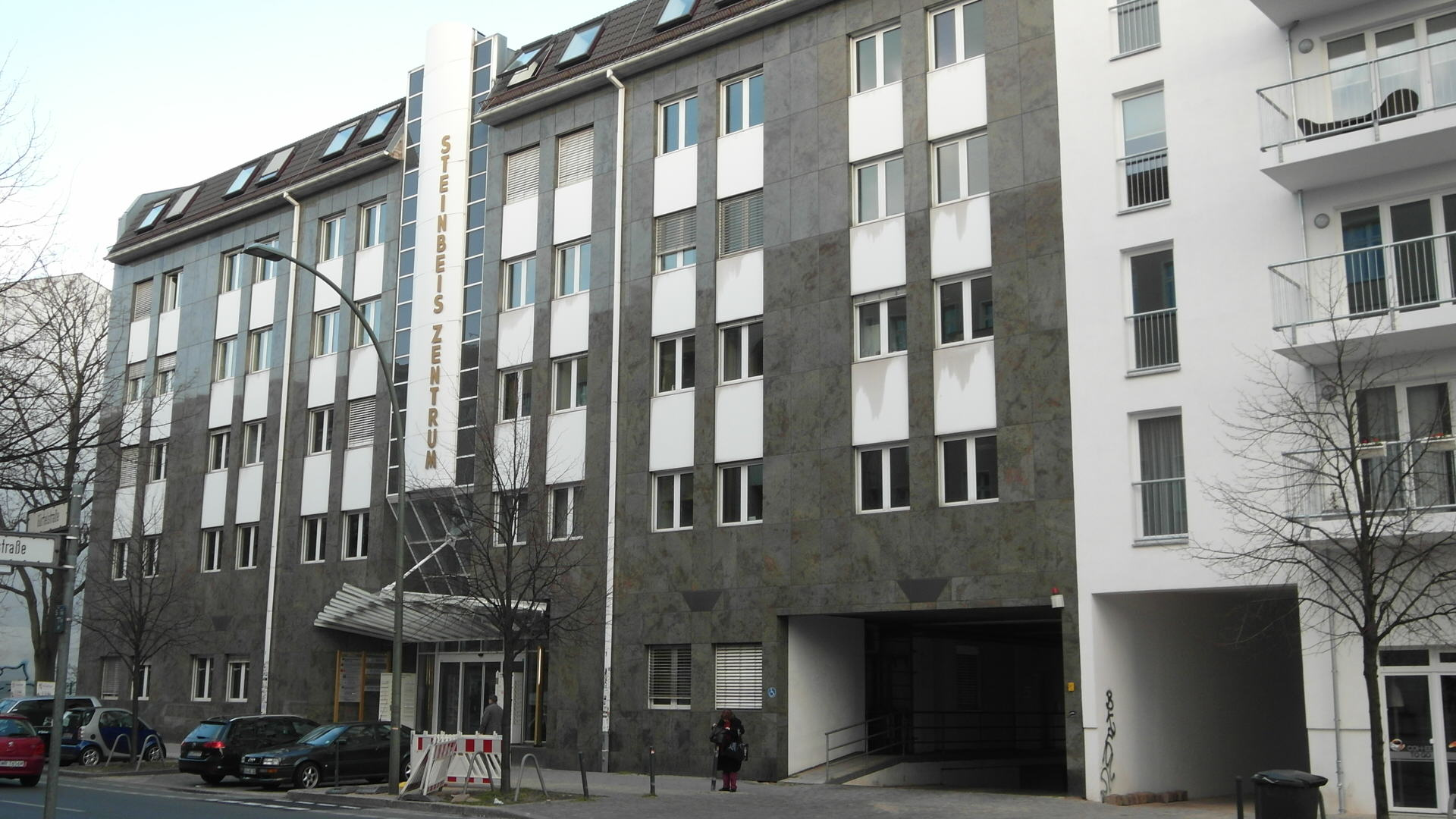
Ehemaliger Sitz der Steinbeis Hochschule

Aktuell umfasst das Alumninetzwerk der Steinbeis Hochschule mehr als 19.600 Alumni.
- Ingmar Hoerr (* 1968), deutscher Biologe und Gründer von CureVac[9]
- Diana Iljine (* 1964), Leiterin des Filmfest München und des Internationalen Festivals der Filmhochschulen München
- Nikolas Löbel (* 1986), ehemaliger deutscher Politiker (parteilos, bis März 2021 CDU)
- Armin Wolf (* 1966), österreichischer Journalist und Fernsehmoderator.[10]
- Michael Nagel (* 1970), Wirtschafts- und Sozialwissenschaftler sowie Hochschullehrer

## Kritik

### Bachelorstudiengang Homöopathie
Anfang 2014 kam die Hochschule bundesweit in die Kritik, nachdem sie angekündigt hatte, über ein Steinbeis-Transfer-Institut in Traunstein ab September 2014 an der Homöo-Akademie einen Bachelorstudiengang in Homöopathie starten zu wollen. Kritiker sprechen von einer „Blamage für den Wissenschaftsstandort Bayern“.  Laut der Gesellschaft zur wissenschaftlichen Untersuchung von Parawissenschaften (GWUP) sei der Studiengang „schlicht ein akademischer Etikettenschwindel“, der „einer Pseudowissenschaft höhere Weihen“ verleihe.
Laut dem Wissenschaftsjournalisten Christian Weymayr sei der Studiengang eine „Fortbildungsschule für Heilpraktiker“, welche mit „einem akademischen Mantel beschönigt, aufgewertet“ würde. Man rede „vom Master und Bachelor, von Hochschule, von ‚akademisch‘“, so würden „alle die ernsthaften Studiengänge, die sich wissenschaftlichen Standards verpflichtet fühlen und an ganz normalen Hochschulen angesiedelt sind, diskreditiert.“ Der Einschätzung des Mediziners Edzard Ernst nach sei „nicht einmal das Minimum von kritischem Denken und akademischer Seriosität erfüllt“. Solche Ausbildungen seien „extrem bedauerlich – sie entwerten den Bachelor of Science auf allen anderen Gebieten und haben nicht das Geringste mit ‚Science‘ zu tun“. Gegen die Akkreditierung des Studiengangs wurde eine Petition an den Berliner Senat gerichtet, welcher für die Hochschule zuständig ist.
Anfang April 2014 veröffentlichte Spiegel Online, dass der geplante Studiengang doch nicht eingeführt wird.

### Masterstudiengang Kriminalistik
Der Masterstudiengang Kriminalistik wurde 2015 vom Spiegel für mangelnde Qualität sowie die fehlende Akkreditierung kritisiert. Drei Jahre nach Beginn des Studiengangs hatte er noch nicht die notwendige Akkreditierung von der Senatsverwaltung für Bildung, Jugend und Wissenschaft. Erst Anfang 2015 hatte sich die Hochschule um eine Akkreditierung bemüht, die von der zuständigen Agentur jedoch wegen Mängeln ausgesetzt worden war. Es sei unter anderem unklar, für welche Tätigkeiten der Studiengang qualifiziere. Der Masterstudiengang Criminal Investigation war in den letzten Jahren vom Bund Deutscher Kriminalbeamter (BDK) und Deutsche Gesellschaft für Kriminalistik beworben worden. Im März 2016 wurde der Studiengang vom Akkreditierungsrat akkreditiert. Die Evaluationsagentur Baden-Württemberg erteilte die Programmakkreditierung rückwirkend, die dadurch seit Beginn des Masterstudiums im Jahr 2012 wirksam war. Der Masterstudiengang Kriminalistik wurde später aus dem Studienprogramm genommen.

### Masterstudiengang Psychologie
Die Wissenschaftsjournalistin Bärbel Schwertfeger kritisierte 2015 auf Spiegel Online, dass für einen Masterstudiengang in Psychologie kein Bachelor in Psychologie, sondern nur betriebswirtschaftliche Vorkenntnisse erforderlich gewesen seien.

### MBA-Programm
In dem Artikel über die School of International Business and Entrepreneurship (SIBE) der Steinbeis Hochschule kritisiert die Wissenschaftsjournalistin Bärbel Schwertfeger den berufsbegleitenden Master of Science (M.Sc.) in International Management. Nach ihrer Darstellung wird bei erfolgreichem Studium des Masterprogrammes auch ein MBA-Abschluss an der brasilianischen Hochschule Universidade de Taubaté (UNITAU), einer Partner-Hochschule der Steinbeis Hochschule, in dreiwöchigem Studium in Aussicht gestellt. Das Studienprogramm mit der sogenannten „Double-Degree-Option“ wird von Unternehmen wie Telekom, Allianz, Bosch, Daimler und Siemens unterstützt. Die Steinbeis Hochschule hat nach der Kritik entsprechende Studienprogramme und Vergabe von Hochschulzertifikaten durch die Steinbeis Hochschule eingestellt.

### Zertifikatslehrgänge
Die Steinbeis Hochschule bietet in ihrem Verbund zahlreiche Zertifikatslehrgänge an, dies mit externen Seminaranbietern. In einem  Artikel kritisierte die Wissenschaftsjournalistin Bärbel Schwertfeger unter anderem die Zusammenarbeit mit Suzanne Grieger-Langer als Vertreterin bei einem Zertifikatslehrgang zum Certified Performance Expert sowie weiteren nicht-akademischen Weiterbildungsanbietern bei der Vergabe von Steinbeis-Hochschulzertifikaten. Die Steinbeis Hochschule hat nach der Kritik entsprechende Studienprogramme und Vergabe von Hochschulzertifikaten eingestellt.